# Cephalops papuaensis
Cephalops papuaensis är en tvåvingeart som beskrevs av De Meyer och Patrick Grootaert 1990. Cephalops papuaensis ingår i släktet Cephalops och familjen ögonflugor. Inga underarter finns listade i Catalogue of Life.